# Paudge Brennan
Patrick „Paudge“ Brennan (* 18. Februar 1922 in Carnew; † 10. Juni 1998) war ein irischer Politiker der Clann na Poblachta, der Fianna Fáil sowie zuletzt der Irish Labour Party, der zwischen 1954 und 1973, 1981 bis 1982 sowie 1982 bis 1987 Mitglied des Unterhauses (Dáil Éireann) und zwischenzeitlich von Februar bis November 1982 Mitglied des Senats (Seanad Éireann) war.

## Leben
Brennan war der Sohn des Bauunternehmers Thomas Brennan, der von 1944 bis zu seinem Tod am 22. Januar 1953 als Vertreter der Fianna Fáil ebenfalls Mitglied des Dáil Éireann war. Er selbst war als Landwirt tätig und kandidierte für die Clann na Poblachta erstmals bei den Wahlen am 4. Februar 1948 im Wahlkreis Kildare für ein Mandat im Unterhaus, erlitt jedoch eine Wahlniederlage. Bei der durch den Tod seines Vaters notwendig gewordenen Nachwahl (By-election) im Wahlkreis Wicklow bewarb er sich für die Fianna Fáil, unterlag aber dem Kandidaten der Fine Gael, Mark Deering.
Bei den Wahlen vom 14. Mai 1954 wurde Brennan dann für die Fianna Fáil erstmals zum Mitglied des Dáil Éireann gewählt und vertrat in diesem nach seinen Wiederwahlen am 5. März 1957, 4. Oktober 1961, 7. April 1965 und 18. Juni 1969 den Wahlkreis Wicklow.
Nach den Wahlen vom 7. April 1965 wurde Brennan von Premierminister (Taoiseach) Seán Lemass zum Parlamentarischen Sekretär beim Minister für die Kommunalverwaltung ernannt und bekleidete diesen Juniorministerposten auch unter Jack Lynch, dem Nachfolger von Lemass, bis zu seinem Rücktritt am 8. Mai 1970.
Nachdem er anschließend aus der Fianna Fáil ausgetreten war, gehörte er als fraktionsloser Abgeordneter dem Unterhaus an. Bei den Wahlen vom 28. Februar 1973 bewarb er sich als Parteiloser im Wahlkreis Wicklow für den Wiedereinzug in den Dáil Éireann, erlitt jedoch eine Niederlage und schied damit nach 19 Jahren aus dem Unterhaus aus. Bei den Wahlen vom 11. Juni 1981 trat er wieder für die Fianna Fáil an und wurde im Wahlkreis Wicklow abermals zum Mitglied des Unterhauses gewählt. Allerdings verlor er dieses Mandat jedoch wieder nach den darauf folgenden Wahlen zum Dáil Éireann am 28. Februar 1982 und wurde stattdessen auf Vorschlag von Premierminister Charles J. Haughey zum Mitglied des Senats (Seanad Éireann) nominiert, dem er formell vom 13. Mai bis 21. Dezember 1982 angehörte.
Bei den Wahlen vom 24. November 1982 wurde er erneut zum Mitglied des Dáil Éireann gewählt und vertrat abermals den Wahlkreis Wicklow. Im Laufe dieser 24. Legislaturperiode trat er abermals aus der Fianna Fáil aus und schloss sich nunmehr der Irish Labour Party an. Für diese bewarb er sich bei den Wahlen vom 17. Februar 1987 wiederum für ein Mandat im Unterhaus, erreichte aber mit nur 519 Stimmen unter den sieben Kandidaten für die drei in diesem Wahlkreis zu vergebenden Mandate das schlechteste Ergebnis. Im Anschluss zog er sich aus dem politischen Leben zurück.